# روسكو ماكوين فايرفايتر إكستريم
روسكو ماكوين فايرفايتر إكستريم (بالإنجليزية: Rosco McQueen Firefighter Extreme)‏ ، وفي الإصدار الأوروبي عنونت الاسم الثنائي «روسكو ماكوين» ، هي لعبة فيديو بريطانية صدرت عام 1997م، ونشرت في اليابان والولايات المتحدة عام 1998م.

## طريقة اللعبة
يبدأ اللعبة بشخصية ذات رسوم متحركة يدعى روسكو ماكوين رجل الفضاء، وهو يذهب إلى ناطحة سحاب كبيرة، تتعرض للنيران من الألات الشريرة التي ترغب باشتعال حريق، وعلى شخصية روسكو أن يطفئ النيران باستخدام خرطوم المياه ويقوم بقتل الأليات المهددة بإشعال الحرائق، بالإضافة إلى إنقاذ الرهائن داخل غرف محاصرة.

## وصلة خارجية
- روسكو ماكوين فايرفايتر إكستريم على موقع IMDb (الإنجليزية)

- روسكو ماكوين فايرفايتر إكستريم في موقع موبي غيمز